# Genisphindus latisternus
Genisphindus latisternus är en skalbaggsart som beskrevs av Mchugh 1993. Genisphindus latisternus ingår i släktet Genisphindus och familjen slemsvampbaggar. Inga underarter finns listade i Catalogue of Life.